# Pilatus PC-10
Pilatus PC-10 war die gemeinsame Bezeichnung unterschiedlicher Entwürfe für ein zweimotoriges Flugzeug des Herstellers Pilatus Aircraft, von denen jedoch keiner die Produktionsreife erreichte.

## Turbopropversion der PC-8D / PC-10 Twin Porter

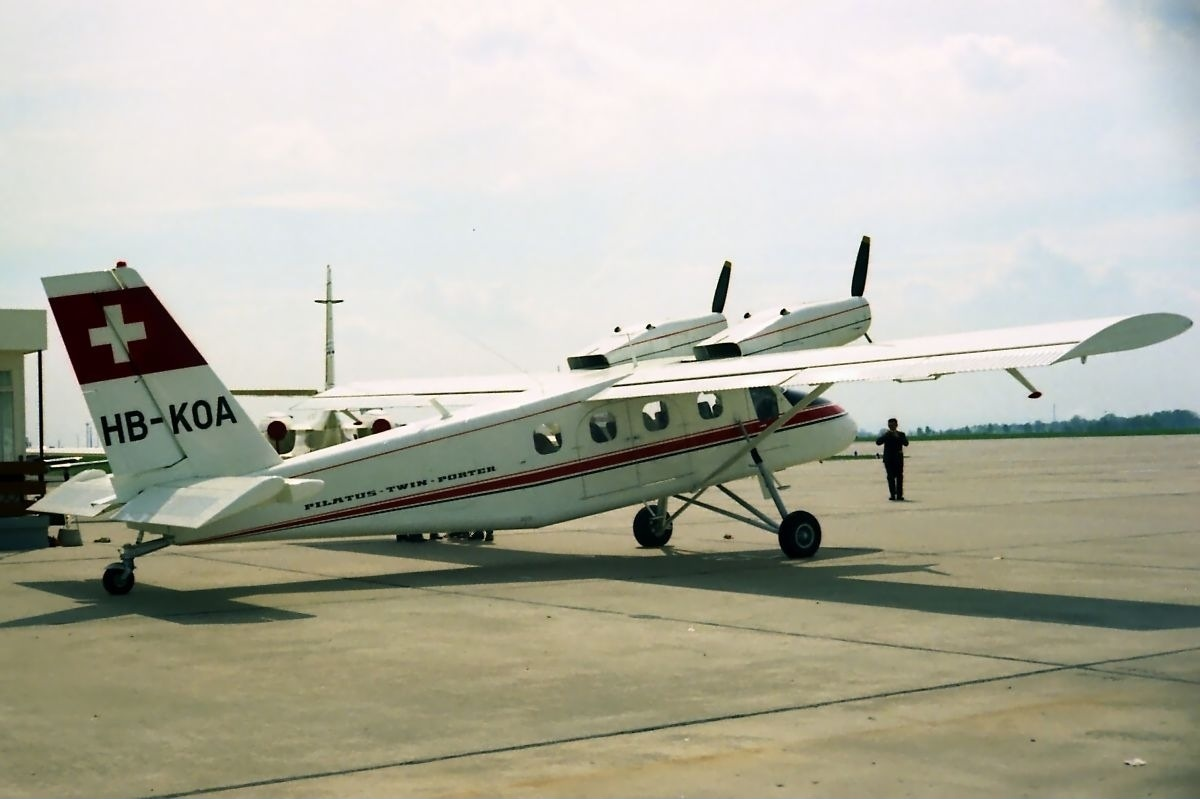
Pilatus PC-8D

Der erste Entwurf war im Prinzip eine unveränderte Pilatus PC-8D, die anstelle der Kolbenmotoren mit Propellerturbinen ausgestattet gewesen wäre.

## PC-10 Minitwin

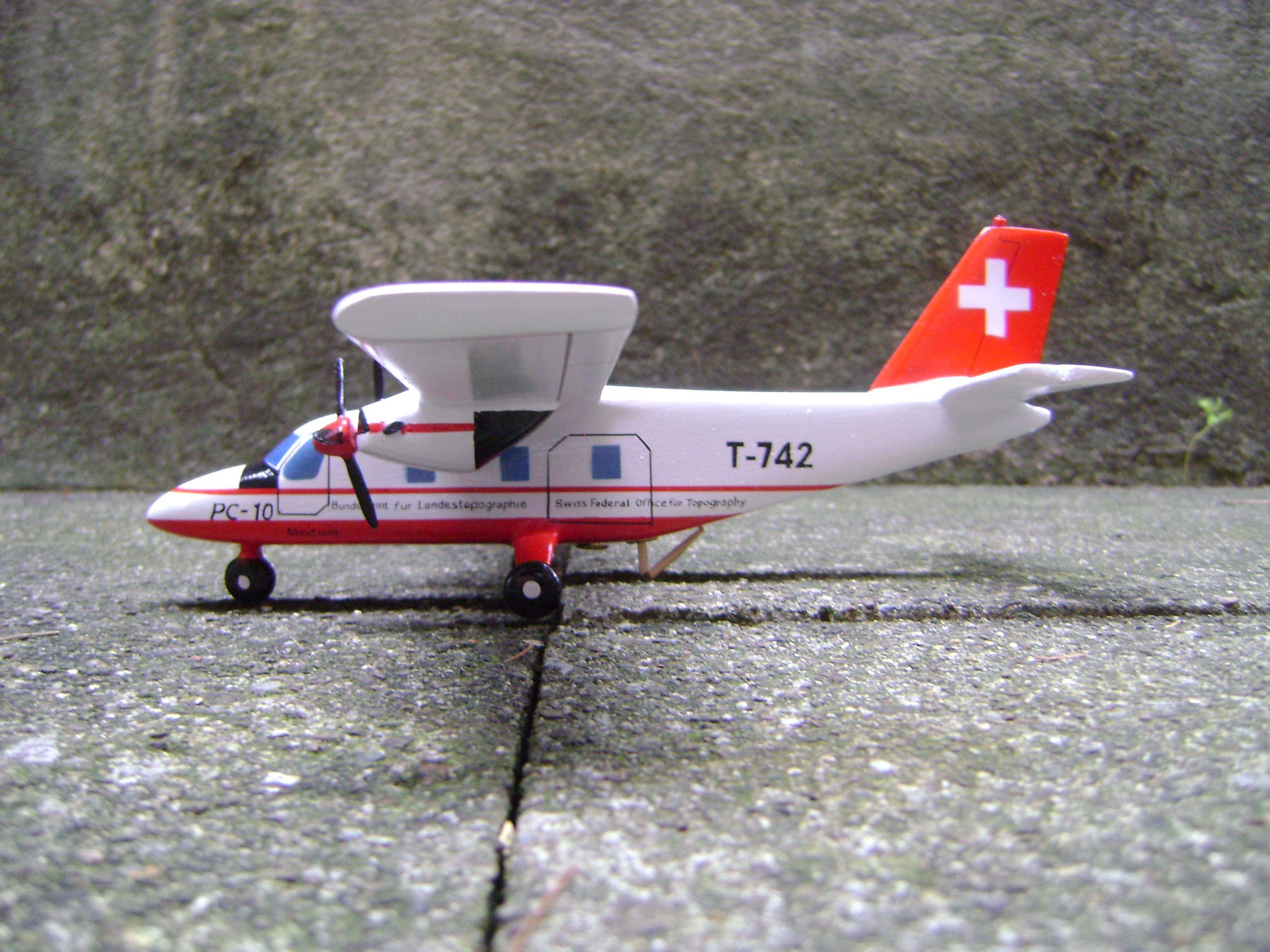
Pilatus PC-10 Mini Twin

Unter der Bezeichnung PC-10 Minitwin wurde eine Maschine für 11 Personen entworfen. Das Flugzeug hatte eine projektierte Gesamtlänge von 11,44 m und eine von Höhe 4,75 m bei einer Spannweite von 16 m. Auf der linken Hinterrumpfseite war ein Frachttor mit integrierter Passagiertür vorgesehen.

## Twin Projekt PC-10

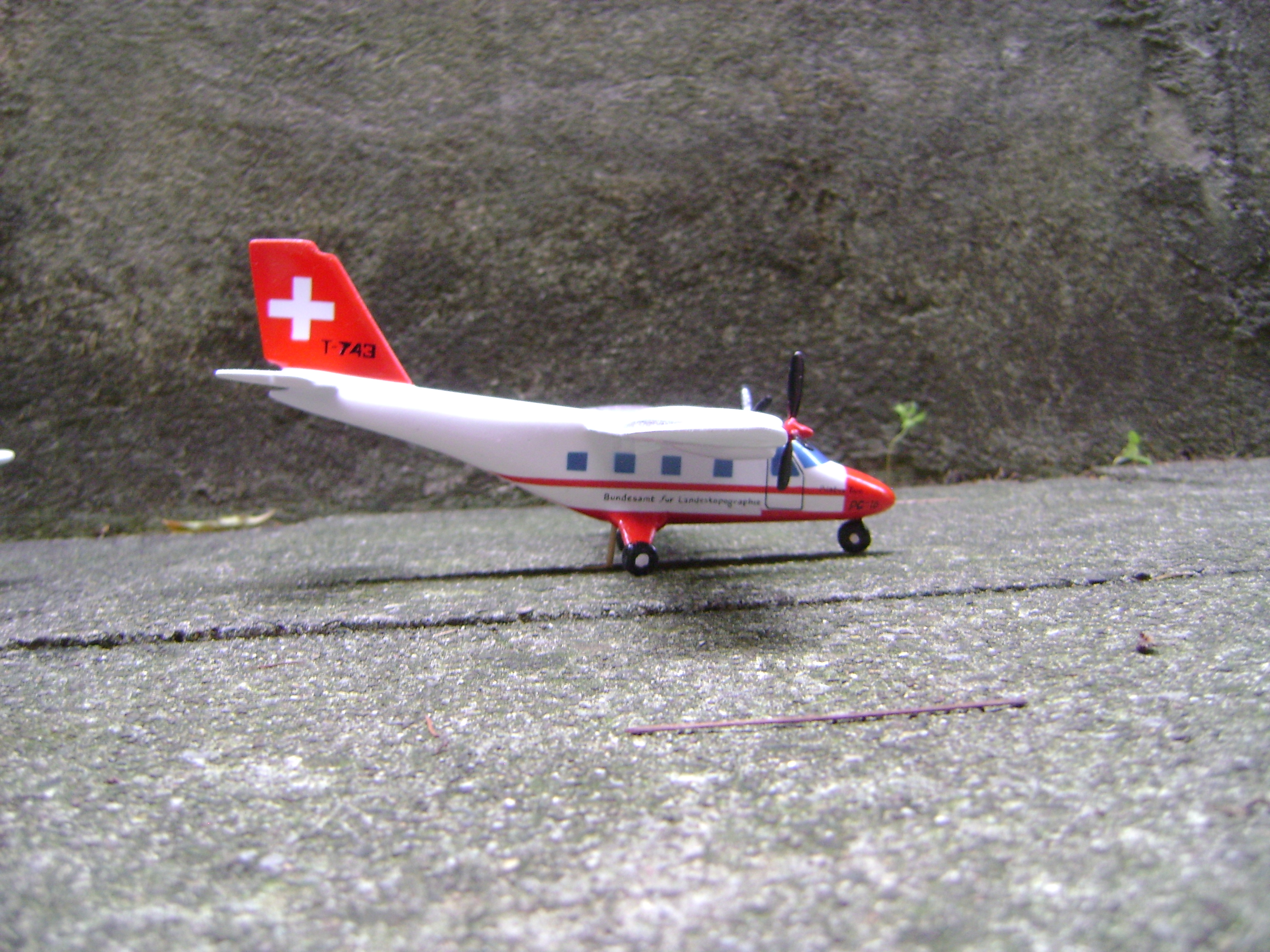
Pilatus PC-10 Twin Projekt

Unter der Bezeichnung Twin Projekt PC-10 wurde ein etwas grösseres Flugzeug entworfen. Es hatte auf der linken Rumpfseite eine Passagierschiebetüre, die sich nach hinten öffnete und im Rumpfheck eine Laderampe. Das Flugzeug hätte eine Gesamtlänge von 13,50 m, eine Höhe von 6,08 m und eine Spannweite von 19 m gehabt.
Die Maschine sollte 16 Personen oder knapp 2 Tonnen Fracht transportieren können. Si wäre mit einem festen Bugfahrwerk ausgestattet worden und von zwei Garrett AiResearch TPE-331 oder Pratt & Whitney PT6A-27 Turboproptriebwerken angetrieben worden. Äusserlich glichen die beiden letztgenannten Entwürfe bezüglich Fahrwerk, Tragflächen und Triebwerksanordnung stark der DHC-6 Twinotter, jedoch war das Höhenleitwerk eine vergrösserte Ausführung der bei der Pilatus PC-6 und Pilatus PC-8 Twin Porter verwendeten und hatte keine Pfeilung. Das Projekt wurde nicht weiterverfolgt.

## PC-10 Masterporter

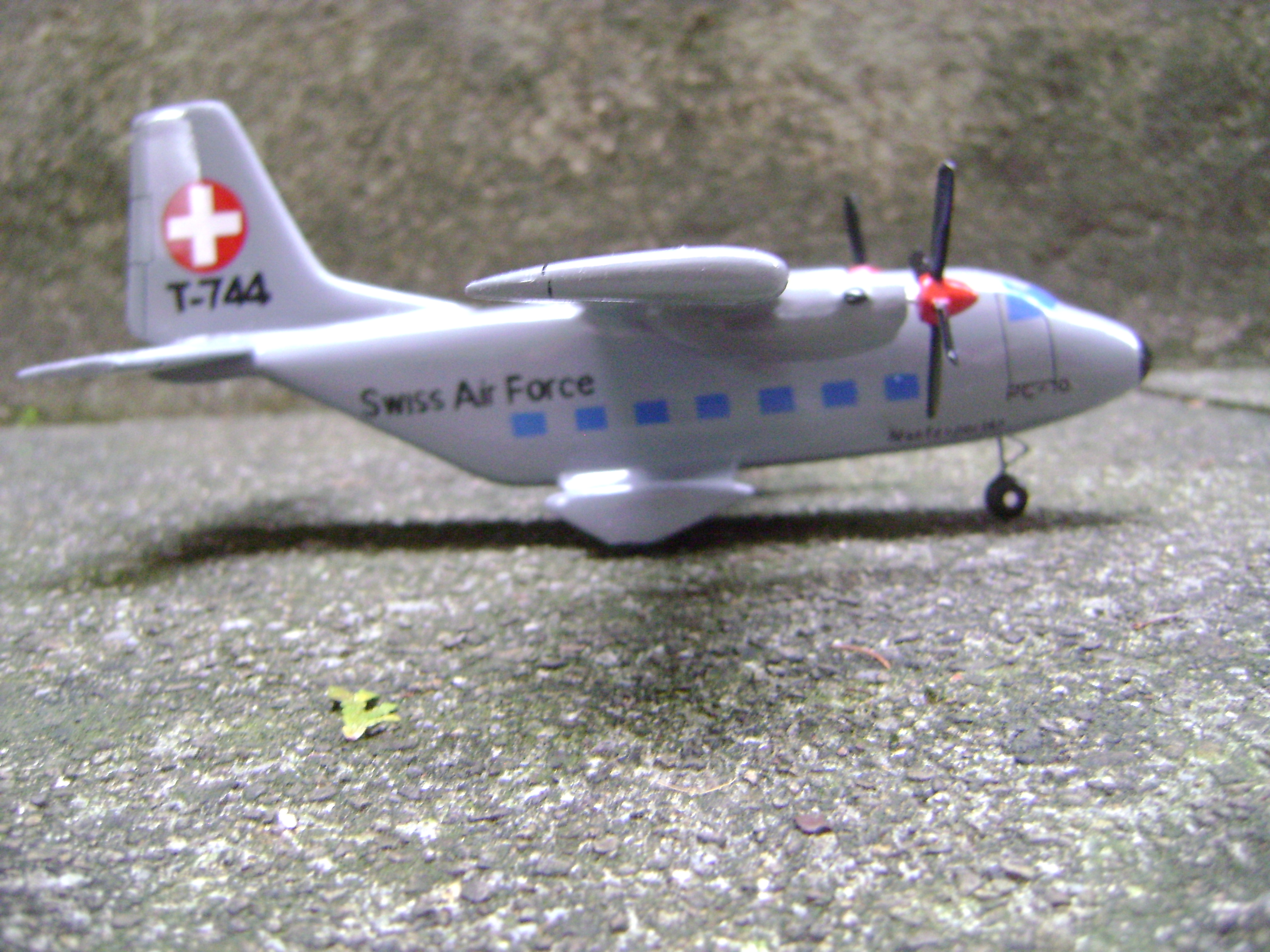
Pilatus PC-10 Masterporter

Die PC-10 Masterporter war ein Projekt für ein militärisches Frachtflugzeug. Ausgelegt als Hochdecker mit zwei Turbopropturbinen, mit 2-Mann-Cockpit, Einziehfahrwerk und Heckladerampe. Die PC-10 Masterporter hätte in der Grösse und Auslegung in etwa der CASA C-212 entsprochen. Da der Bedarf für ein solches Flugzeug bei der Schweizer Luftwaffe als Erstkunde (Launch Customer) nicht bestand, wurde das Projekt beendet.